# Manuel Cobo del Rosal
Manuel Cobo del Rosal (Granada, 29 de desembre de 1934 - 25 de gener de 2017) fou un advocat i catedràtic de Dret penal espanyol.

## Biografia
Llicenciat en Dret per la Universitat de Valladolid el 1956, s'especialitza en Dret penal i, criminologia i Dret processal penal amb estudis de postgrau a les Universitats de Roma i Bonn. És deixeble a Espanya de Juan del Rosal, catedràtic de Dret Penal en la Universitat de Valladolid i posteriorment de la Universitat Complutense de Madrid i de l'Escola Judicial.
Impartí classe a la Universitat de Valladolid com a professor ajudant fins a 1957, i el 1963 obtingué plaça de Professor Adjunt de Dret Penal en la Facultat de Dret de la Universitat Complutense de Madrid, de la qual el 1976-1977 finalment arriba a convertir-se en Catedràtic de Dret penal així com director del seu Institut de Criminologia.
Després d'exercir, per elecció democràtica el càrrec de Rector de la Universitat de València el 1976, va passar a ser Director General d'Universitats i, seguidament, entre 1979 i 1981 va ser Secretari d'Estat per a les Universitats en el Ministeri d'Educació. Sota els Governs del PSOE, i abans de la UCD entre 1982 i 1985, va ser President del Tribunal de Defensa de la Competència amb rang de Secretari d'Estat en el Ministeri d'Economia d'Espanya.
Durant la seva carrera, va compatibilitzar la càtedra universitària amb l'exercici de l'advocacia, i entre els molts casos que ha defensat hi ha els cèlebres Cas Naseiro, operació Nécora, la defensa de Pedro Pacheco Herrera (1988) o la causa seguida contra Rafael Vera i va portar l'acusació en nom de KIO, el procediment de major quantia econòmica que s'ha tramitat a Espanya, aconseguint innombrables condemnes. També ha estat advocat de Monzer Al Kassar.
És autor de nombrosos manuals i tractats de Dret penal, Criminologia i Dret processal penal, tenint innombrables condecoracions espanyoles i estrangeres i és Comanador de l'ordre dels palmells acadèmics de França i diferents doctorats honoris causa d'Universitats públiques.

## Reconeixement
El 18 de febrer de l'any 2011 se li va concedir la Medalla al Mèrit Constitucional per decret del Rei d'Espanya. També posseeix l'Orde de Sant Ramon de Penyafort, entre moltes altres distincions.
Compta amb Medalles d'Or de les següents Universitats: Alacant, Politècnica de Madrid, Alcalá de Henares, Menéndez y Pelayo, San Marcos de Lima (Perú), Acadèmic de ciències penals de Mèxic, medalla d'or de la Facultat de Dret de Granada, etc.